# Ормизд I
Ормизд I (Ормизд-Ардашир) — царь царей (шахиншах) Ирана, правил приблизительно в 271/272 — 272/273 годах. Из династии Сасанидов, сын Шапура I. Ормизд носил имя в честь зороастрийского бога Ормазда.

## Биография

### Этимология имени
Имя Ормизд (также пишется Ормазд, Хормозд, Хормизд) — среднеперсидская версия имени верховного божества в зороастризме, известного в Авесте как Ахура Мазда, что означает «Владыка мудрости». Древнеперсидский эквивалент — Auramazdā, а греческая транслитерация — Орма́зд, Орму́зд (др.-греч. Ὠρομάσδης). Имя засвидетельствовано в армянском языке как Ормизд и в грузинском как Урмизд. В надписи Шапура I на «Каабе Зороастра» (здание в Накше-Рустам) его имя засвидетельствовано как Ормизд-Ардашир (пехл. ʾwhrmzd-ʾrthštr, парф ʾhwrmzdʾrthštr), сочетание слов «Хормизд» и «Ардашир», последнее из которых является среднеперсидской формой древнеперсидского Ṛtaxšira (также пишется как Artaxšaçā), что означает «чьё правление осуществляется через истину». В среднеперсидских и манихейских текстах этого шаха называют Ōhrmazd nēw (Ормизд Храбрый), что, возможно, указывает на его военные достижения.

### Легенда связанная с рождением Ормизда
В соответствии с легендой, переданной арабским историком ат-Табари, Ормизд был сыном одной из дочерей царя Михрака, которого убил Ардашир. Поскольку звездочеты предсказали Ардаширу, что один из потомков Михрака придёт к власти, он велел разыскать и перебить всю его семью. Но мать Ормизда, умная, красивая и сильная женщина, бежала в пустынную местность, где укрылась среди пастухов. Однажды Шапур, охотясь, встретил её и поражённый её красотой женился на ней. Так родился Ормизд. Ардашир, в конце концов, узнал об этом, но только обрадовался и сказал, что лишь теперь понял, что имели в виду звездочеты, говоря, что потомку Михрака суждено прийти к власти — они имели в виду Ормизда, который, безусловно, принадлежал к роду Михрака; так что теперь, наконец, не о чём было беспокоиться.

### Участие Ормизда в войнах отца с римлянами и назначение наследником престола
Ормизд-Ардашир при Шапуре I был сначала наместником Хорасана, а затем, после завоевания Армении в 252 году, носил титул «великого царя армян» (wuzurg šāh Arminān), будучи наместником провинции Армения Сасанидской империи. Принимал деятельное участие в военных компаниях отца против Рима. Как царь армян, возможно, участвовал в военных походах в Киликию и Каппадокию. Его имя упоминается в «Истории Августов» — о том как Ормизд (там он назван Одомастом) во время войны с римлянами возвёл на престол Сирии некого Кириада.
После смерти Шапура I на престол Ирана могли претендовать трое его сыновей: Ормизд-Ардашир, Бахрам и Нарсе. Наследником стал Ормизд-Ардашир, которого своим преемником избрал перед смертью сам отец. Традиционно считается, что Ормизд был старшим сыном покойного царя и, действительно, в надписи Шапура I на «Каабе Зороастра» (здание в Накше-Рустам) посвящённой основанию «Храма славы», имя Ормизда-Ардашира, царя армян, стоит впереди имён других царских сыновей — Шапура, царя Месены (видимо, умер раньше отца) и Нарсе, царя Индии, Сакастана и Турана. Однако в списке видных деятелей Ираншахра, в который были включены, как члены царской семьи, так и высшие сановники, имя Ормизда следует за своими братьями Бахрамом, царём Гиляна и Шапуром, но предшествует имени Нарсе. По мнению некоторых исследователей, имена в первом списке перечислены согласно заслугам в войне с римлянами, а во втором — согласно старшинству по возрасту. Если это так, то Ормизд был не старшим сыном, а всего лишь третьим. Видимо, в связи с этим и понадобилось официальное назначение Ормизда-Ардашира преемником, проведённое отцом, о чём упоминают древние историки.
Позднее предание, переданное ат-Табари, гласит:

«Когда Шапур принял власть после смерти Ардашира, он назначил Ормизда наместником Хорасана. Там он повёл себя независимо, подчинил царей соседних народов и выказывал гордую мощь как правитель. Из-за этого люди оклеветали его перед Шапуром и внушили тому, что Ормизд не явится по вызову отца, и что он мечтает захватить корону. Когда Ормизд услышал об этом, то, говорят, он тайно и без свидетелей отсёк свою руку, положил на неё снадобье для сохранности, завернул в драгоценную ткань, положил в ларец и послал Шапуру. Ормизд написал ему, что узнал о клевете и отсёк себе руку, дабы рассеять все подозрения — ведь по закону их государства калека не мог стать царём. Получив письмо, Шапур чуть не умер от горя, и ответил сыну письмом, в котором говорил о своей скорби из-за свершившегося, просил прощения и объявлял, что даже если Ормизд искалечит всё своё тело, одну конечность за другой, то и тогда наследство не отойдет ни к кому другому. Так он провозгласил своего сына царём».
Но это, вероятно, всего лишь легенда — на Востоке увечный не наследовал престола, и если бы всё было так, Ормизд не стал бы шахом.

### Самостоятельное правление
О его кратком правлении почти не известно ничего достоверного. Судя по всему, оно не было отмечено никакими войнами против римлян. Как и его дед Ардашир I и отец Шапур I он продолжил политику укрепления личной власти царя в своей стране и возвышению Ираншахра в международной политике, что нашло отражение в словах автора «Книги деяний»: «А после того как Ормизд пришёл к власти он сумел Ираншахр объединить в одно государство, а правителей различных областей он заставил подчиниться своей власти. Он требовал дань и подать от Рума (Рима) и Индии и сделал Ираншахр ещё краше, сильнее и славнее.» Ормизд I, как и его отец, именовал себя «царём царей Ирана и не-Ирана» (šāhān šāh ērān ud anērān), и первым из Сасанидов он чеканил этот титул на монетах. Ат-Табари так характеризует этого царя: «Внешне он походил на Ардашира, но не был равен ему в проницательности и искусстве правления; однако, как считают, превзошёл самого себя храбростью, отвагой и статью».
В пересказах ас-Саалиби и Гардизи до нас дошли известия о том, что Ормизд I воевал с эфталитами, победил их, сделал своими данниками и установил границу. Гардизи говорит о «согдийских эфталитах», а у ас-Саалиби это сообщение выглядит как пояснение: «эфталиты, которые суть согдийцы». Но едва ли эфталиты, не игравшие в III веке заметной роли, были тогда противниками Ормизда. Вероятно, в первоисточнике шла речь о войне с хионитами, как персы называли гуннов и прочих кочевников. Неопределённость этого названия не даёт возможности назвать противников Ормизда. Поскольку в источниках напавшие эфталиты ассоциируются с Согдом, можно предположить, что боевые действия развернулись в Средней Азии. Но не исключено, что упоминание о Согде относится именно к эфталитам, которые владели им в V‒VI веках, и никак не связано с рассматриваемыми событиями.
Как и его отец, Ормизд отличался большой веротерпимостью. На реверсах монет Ормизда изображались не только традиционный Ормазд, но также Михр и Анахита. Известно, что царь давал аудиенцию пророку Мани, в результате которой он возобновил охранное письмо, выданное тому отцом и разрешил поехать проповедовать в Вавилонию. Однако, из надписи Картира на «Каабе Зороастра» известно также, что Ормизд покровительствовал и Картиру, верховному жрецу зороастризма и главному противнику Мани: «Мне Хормизд, царь царей, вручил кулах и камар (головной убор и пояс — инвеститурные знаки титула) и дал мне более высокое место и власть, и меня при дворе, в каждом шахре, каждом месте, во всем государстве, в отношении богоугодных деяний сделал более авторитетным и могущественным, и дал мне имя: “Картир, мобед Ахурамазды”».
У шаха были сыновья — Хормиздак и Варахран, — известные по одной из надписей, но иных следов в истории Сасанидского Ирана они не оставили. Согласно местному фольклору, Ормизд I был похоронен в Рам-Хормизд.
Правление Ормизда I заняло, согласно выпискам Сергия, приведённым у Агафия Миринейского, 1 год и 10 дней. Аналогичные данные приводятся у ат-Табари, хотя в некоторых источниках 10 дней заменяются на 10 месяцев года. Но упоминание о 10 месяцах кажется скорее ошибкой позднейших компиляторов ‒ в одних случаях невольной, в других — сознательной. Например, в «авестийском списке» как он приведён у Хамзы ал-Исфахани Ормизду отводятся 1 год и 10 дней правления, но у Бируни в передаче того же списка — 1 год и 10 месяцев. По мнению самого ал-Исфахани Хормузд правил 1 год 10 месяцев.
| Сасаниды                |                                                            |                    |
| Предшественник: Шапур I | шахиншах Ирана и не-Ирана 271/272 — 272/273 (правил / лет) | Преемник: Бахрам I |